# Heterallactis aroa
Heterallactis aroa är en fjärilsart som beskrevs av Bethune-Baker 1914. Heterallactis aroa ingår i släktet Heterallactis och familjen björnspinnare. Inga underarter finns listade i Catalogue of Life.